# Taki Inoue
Takachiho Inoue - em japonês:  井上隆智穂, transl. Takachiho Inoue (Kobe, 5 de setembro de 1963), popularmente conhecido por Taki Inoue, é um ex-automobilista japonês.

## O início

### Carreira no Japão e chegada à Inglaterra
Aos 22 anos, começou a carreira em categorias de turismo no Japão, passando depois para os monopostos. Mesmo nas categorias japonesas, nunca se destacou. Em 1987, freqüentou a escola de pilotagem Jim Russell, na Inglaterra, onde desconhecia a língua local e os circuitos do país. Além de algumas técnicas, cunhou uma frase que aprendeu com seu antigo patrão na F-1600: "Dinheiro é corrida. Sem dinheiro, sem corrida". Mesmo com os problemas de adaptação, disputou a Fórmula Ford britânica em 1988 antes de voltar ao seu país.

### Fórmula 3000
Sem dinheiro para pernanecer na disputa da F-Ford, Inoue voltou ao Japão para disputar a Fórmula 3000 nacional (atual Super Fórmula Japonesa), conseguindo a proeza de ficar 5 anos sem subir ao pódio. Em 1994, voltou à Europa, desta vez com mais dinheiro em seus bolsos.
Contratado pela Super Nova para a Fórmula 3000, teve como companheiro de equipe o italiano Vincenzo Sospiri, que disputou o título até o final com os franceses Franck Lagorce e Jean-Christophe Boullion, que se sagraria campeão.
Em contraste com o desempenho de Sospiri, Inoue foi incapaz de marcar pontos, tendo como melhor resultado um 9º lugar na primeira corrida da rodada dupla ocorrida no circuito do Estoril.
A lentidão de Inoue era tão perceptível a ponto de, na largada do Grande Prêmio da Sicília, ter que diminuir a velocidade a tempo e desviar de 6 carros atravessados na pista após um acidente na primeira curva.

## Carreira na F-1

### Simtek
Ao final de 1994, a Fórmula 1 tinha equipes em estado terminal. Larrousse, Footwork, Simtek, Pacific e a tradicional Lotus procuravam desesperadas por um pay driver (piloto pagante, em inglês) que pudessem contornar a crise financeira que viviam. A Simtek ofereceu um teste para Inoue e Vincenzo Sospiri, e embora o italiano fosse mais rápido, o japonês tinha a seu favor dois fatores: possuir um suporte financeiro maior, e o fato da corrida seguinte ser em Suzuka.
Vencendo a disputa com o ex-companheiro de equipe na Fórmula 3000, Inoue teve a primeira oportunidade. Após os treinos de sexta,  ficou à frente apenas dos carros da Pacific, embora tivesse ficado a mais de 3 segundos do australiano David Brabham. Para sorte de Inoue, assim que começou o treino de sábado, a chuva caiu em Suzuka.
Muitos acreditavam que ele não era um piloto ruim, mas nas palavras de seu compatriota Ukyo Katayama, ele era "uma porcaria".
A chuva continuou no domingo. Ainda durante a volta de apresentação, o câmbio do S941 ficou sem a quinta marcha. Na terceira volta, enquanto perseguia a Minardi do experiente italiano Michele Alboreto, Inoue aquaplanou na reta dos boxes, batendo no muro. Sem dinheiro para correr a última prova, realizada na Austrália, foi dispensado pela Simtek.

### Footwork-Arrows: Um celeiro de trapalhadas

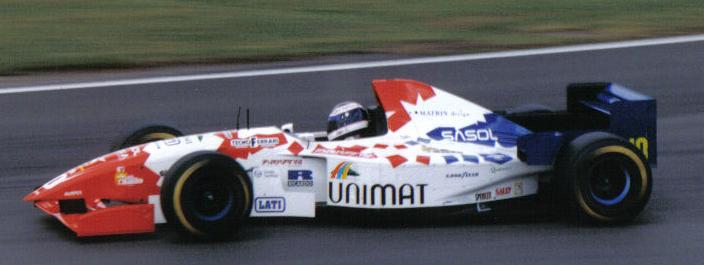
Inoue pilotando a Footwork em Silverstone, em 1995

Em 1995, Inoue chegou a um acordo com a Footwork no valor de US$ 4,5 milhões (supostamente levantados com movimentações financeiras ilegais), ocupando o lugar do brasileiro Christian Fittipaldi, que foi para a CART. Sua temporada foi marcada por uma série de acontecimentos bizarros:
No GP do Brasil, um grande incêndio no motor Hart encerrou a participação de Inoue na prova. No segundo GP, na Argentina, se classificou com um tempo 10 segundos mais lento que o de Gianni Morbidelli, e abandonou após rodar. Em Ímola, bateu.

## A capotagem em Mônaco

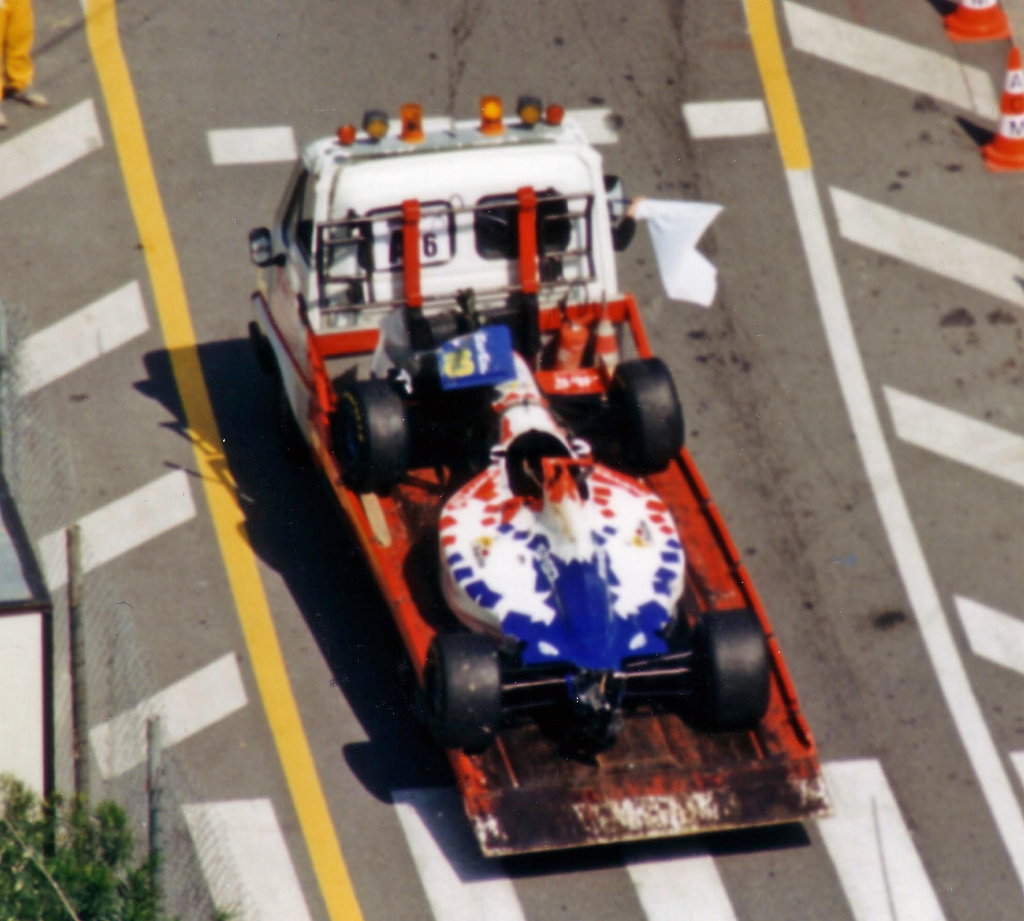
Inoue no treino livre do GP de Mônaco de 1995, quando sua Footwork ficou destruída após levar um toque do safety car

No GP de Mônaco, ele estava conseguindo manter-se no ritmo de Morbidelli, mas, no treino livre de sábado, ao perceber a aproximação da Sauber de Heinz-Harald Frentzen, ele abriu na curva Mirabeau e tirou o pé. O carro, inesperadamente, parou. Ele conseguiu que um guincho rebocasse o carro para os boxes (isto levaria uma volta inteira, pois o carro havia passado da entrada dos boxes). Enquanto o caminhão puxava Inoue e seu carro pelas ruas monegascas, o safety car iniciou uma volta de inspeção da pista, e contra todas as possibilidades, o lendário piloto francês de ralis Jean Ragnotti, que dirigia o carro, encheu a traseira da Footwork, destruindo-o e deixando-o de ponta-cabeça. Inoue saiu com uma concussão.
No Canadá, ele conseguiu um honroso nono lugar. Mas em Magny-Cours, ele e Katayama se encontraram ainda na primeira volta. Sobreveio outra rodada em Silverstone, e também teve um câmbio quebrado em Hockenheim.

### O atropelamento na Hungria
Inoue conseguiu se classificar em Hungaroring à frente do novato italiano Max Papis, que faria sucesso na CART alguns anos depois, sendo mais de 1 segundo mais rápido. Durante a prova, o motor Hart estourou, e Inoue encostou o carro após um princípio de incêndio. Ciente de que seria ele que pagasse pelo estrago, o japonês saltou rapidamente, e, ao se aproximar de um bombeiro, tomou o extintor e tentou apagar o fogo. Desesperado, Inoue correu para trás do carro, mas acabou atropelado pelo carro de socorro, que vinha buscá-lo. O japonês rolou por cima do capô, caiu em pé, e finalmente foi ao chão, sentindo a perna esquerda. Um dos bombeiros, ao invés de acudi-lo, tomou o extintor das mãos do japonês.
Recuperado para o GP seguinte, na Bélgica, terminou em décimo segundo lugar. Em Monza, Damon Hill (Williams-Renault) o acusou de bloquear a sua passagem enquanto lutava pela liderança com Michael Schumacher (Benetton-Renault), resultando em mais uma colisão entre ambos os postulantes ao título.
Alheio a isso, Inoue terminou em oitavo. No Estoril, ele foi décimo-quinto, com destaque para o fato de ter estado, durante 12 minutos do treino de sexta, na pole provisória. Se Inoue parecia progredir na pista, fora dela, ele também aprontava das suas, anunciando que deixaria de tomar vinho tinto francês, sua bebida favorida, como boicote aos testes nucleares levados a cabo pela França no Atol de Mururoa. Naquela altura, depois de quatro corridas ao lado de Max Papis, o japonês se classificou melhor no grid três vezes.
No entanto, o final da única temporada completa de Inoue não foi bom. Sofreu quebras em Nurburgring e Aida, chegou em último lugar em Suzuka, e sofreu mais uma rodada em Adelaide quando estava olhando no retrovisor a aproximação de Schumacher, e se esqueceu da curva.

### A quase-contratação pela Minardi e seu sumiço
Apesar dos "micos" que pagou com a Footwork, Inoue manteve-se no grid para 1996. Ele chegou a fazer lobby por uma vaga na Tyrrell, sendo impedido por imposição da Mild Seven, que manteve Ukyo Katayama e o finlandês Mika Salo, mas acertou com a equipe Minardi em janeiro, pagando US$ 3 milhões pela temporada. Faltando 2 horas para a apresentação oficial dos pilotos, um representante da Unimat (principal patrocinador do japonês) ligou para dizer que a empresa não injetaria o dinheiro do patrocínio, cancelando o contrato. Para o lugar de Inoue, a Minardi contratou Giancarlo Fisichella. Após breves incursões em sport-cars, ele se aposentou das pistas no final de 1999, e desde então administra pilotos locais.

### Escolha como "pior piloto" da história da F-1 e teste com a Lotus aos 50 anos
Em 2013, Inoue foi eleito o "pior piloto da história da Fórmula 1 nos últimos 20 anos" e agradeceu em suas redes sociais. O japonês ainda brincou com os boatos sobre uma possível volta de Rubens Barrichello à categoria, chegando a se oferecer para uma vaga na Lotus para 2014
Ele voltaria a pilotar um carro de F-1 justamente em 2014, quando testou pela Lotus em Paul Ricard, aos 50 anos, além de disparar um extintor de incêndio nas câmeras durante as filmagens do teste.